# Девулф, Стан
Стан Девулф (словен. Stan Dewulf; род. 20 декабря 1997,  коммуна Алверингем, провинция Западная Фландрия,
Бельгия) — бельгийский профессиональный шоссейный велогонщик, выступающий с 2021 года за команду Мирового тура «AG2R Citroën».

## Достижения
2014
1-й  Keizer der Juniores — Генеральная классификация (юниоры)
2015
2-й  Чемпионат Европы — Групповая гонка (юниоры)
3-й Grote Prijs A. Noyelle-Ieper (юниоры)
3-й Париж — Рубе (юниоры)
2016
1-й  Чемпион Бельгия — Командная гонка с раздельным стартом
1-й Grand Prix de Boussières-sur-Sambre
8-й Dwars door de Vlaamse Ardennen
8-й Олимпия Тур — Генеральная классификация
2017
3-й Тур Бретани — Генеральная классификация
3-й Чемпионат Бельгии — Групповая гонка U23
3-й Олимпия Тур — Генеральная классификация
3-й Grand Prix Jules Van Hevel
5-й Grand Prix Criquielion
2018
1-й Париж — Рубе U23
2-й Triptyque des Monts et Châteaux — Генеральная классификация 
1-й — Этап 3a (ИГ) и 3b
2-й Тур Бретани — Генеральная классификация
1-й  — Молодёжная классификация
2-й Tour de Flandre-Orientale — Генеральная классификация
1-й — Этап 1
3-й Гран-при Рингерике
3-й Тур Южной Богемии
6-й Льеж — Бастонь — Льеж U23
6-й Gylne Gutuer
9-й Париж — Аррас Тур — Генеральная классификация

## Статистика выступлений наГранд Турах
| Гранд-тур       | 2020 |
| --------------- | ---- |
| Джиро д’Италия  | —    |
| Тур де Франс    | —    |
| Вуэльта Испании | 70   |

| —  | Не участвовал  |
| НФ | Не финишировал |